# Hydroporus incommodus
Hydroporus incommodus är en skalbaggsart som beskrevs av Hans Fery 2006. Hydroporus incommodus ingår i släktet Hydroporus och familjen dykare. Inga underarter finns listade i Catalogue of Life.